# Emjay Anthony
Emjay Anthony (Clearwater Beach, 2003. június 1. –) amerikai színész, modell.
Főbb filmjei közé tartozik az Egyszerűen bonyolult, A séf , a Krampusz, a Klónok és a Rossz anyák.

## Élete és pályafutása
Emjay Anthony Salazar 2003. június 1-jén született a floridai Clearwater Beachen, Michael és Trisha Salazar gyermekeként. Van egy nővére. Kisgyermekként modellkedett, és négyévesen debütált színészként egy Werther's cukorka reklámfilmben. Amikor 5 éves lett, családjával Kaliforniába költözött.
2009-ben debütált Meryl Streep és Alec Baldwin főszereplésével készült Egyszerűen bonyolult című filmben. Másfél évre visszatért iskolai tanulmányaihoz, majd újra meghallgatásokra jelentkezett reklámfilmekhez és tévéfilmekhez. Ő alakította Hectort a A beavatott-sorozat: A lázadó (2015) című sci-fiben.
Az áttörést a 2014-es Séf című filmben érte el, mint Percy, a főszereplő Carl Casper (Jon Favreau) séf fia.

## Filmográfia

### Film
| Év   | Magyar cím                    | Eredeti cím                                   | Szerep                | Magyar hang     |
| ---- | ----------------------------- | --------------------------------------------- | --------------------- | --------------- |
| 2009 | Egyszerűen bonyolult          | It's Complicated                              | Pedro Adler           | Bogdán Gergő    |
| 2013 |                               | No Ordinary Hero: The SuperDeafy Movie        | Dean                  |                 |
| 2014 | A séf                         | Chef                                          | Percy                 | Bogdán Gergő    |
| 2015 | A beavatott-sorozat: A lázadó | The Divergent Series: Insurgent               | Hector                | Nagy Gereben    |
| 2015 | Krampusz                      | Krampus                                       | Max                   | Nagy Gereben    |
| 2016 |                               | Donald Trump's The Art of the Deal: The Movie | Gyerek 1#             |                 |
| 2016 | A dzsungel könyve             | The Jungle Book                               | farkaskölyök (hangja) | Nagy Gereben    |
| 2016 | A démon arca                  | Incarnate                                     | Jake Ember            |                 |
| 2016 | Rossz anyák                   | Bad Moms                                      | Dylan Mitchell        | Pál Dániel Máté |
| 2017 | Rossz anyák karácsonya        | A Bad Moms Christmas                          | Dylan Mitchell        | Pál Dániel Máté |
| 2018 | Klónok                        | Replicas                                      | Matt Foster           | Ungvári Gergely |

### Televízió
| Év   | Magyar cím      | Eredeti cím     | Szerep           | Megjegyzések |
| ---- | --------------- | --------------- | ---------------- | ------------ |
| 2012 |                 | Applebaum       | Leo              | tévéfilm     |
| 2012 | A Grace klinika | Grey's Anatomy  | Oliver Lefkowitz | 1 epizód     |
| 2013 | A mentalista    | The Mentalist   | Marvin Pettigrew | 1 epizód     |
| 2014 |                 | Rake            | Adam Leon        | 6 epizód     |
| 2020 |                 | Council of Dads | Theo Perry       | főszereplő   |

## Fordítás
- Ez a szócikk részben vagy egészben  az   Emjay Anthony című angol Wikipédia-szócikk fordításán alapul.  Az eredeti cikk szerkesztőit annak laptörténete sorolja fel. Ez a jelzés csupán a megfogalmazás eredetét és a szerzői jogokat jelzi, nem szolgál a cikkben szereplő információk forrásmegjelöléseként.